# Джером Ігінла
Джером Ігінла (англ. Jarome Iginla, нар. 1 липня 1977, Едмонтон) — канадський хокеїст, крайній нападник. В минулому багаторічний капітан канадського клубу «Калгарі Флеймс». Також виступав за «Піттсбург Пінгвінс», «Бостон Брюїнс» та «Колорадо Аваланч». 
Шестиразовий учасник матчів усіх зірок НХЛ. Джером двічі за сезон закидав понад 50 шайб (2001/02 та 2007/08), один із семи гравців, що закидав 30 і більше шайб за сезон в 11 сезонах поспіль. Він є одним з 19 гравців в історії НХЛ, що закинули понад 600 шайб за кар'єру та один з 34 гравців, щоб набрали понад 1300 очок у своїй кар'єрі. Відомо також, що за кожну закинуту шайбу він жертвує $2,000 дітям.
На рівні збірних Канади Ігінла також досяг видатних результатів. Вигравав чемпіонат світу серед молодіжних збірних у 1996, чемпіон світу 1997 у складі національної збірної Канади, володар Кубка світу 2004. Джером тричі виступав на Олімпійських іграх та двічі ставав Олімпійським чемпіоном у 2002 та 2010.

## Юність
Джером Ігінла народився в 1977 в Едмонтоні. Його батько уродженець Нігерії Елвіс Ігінла — працював юристом, який емігрував до Канади у віці 18 років. Його справжнє ім'я - Адекунле, але, приїхавши до Канади, він поміняв його на Елвіс. Прізвище «Ігінла» на мові йоруба означає «Велике дерево». Мати Джерома, Сьюзен Ігінла - американка, яка народилася в Орегоні, переїхала до Канади за дев'ять років до його народження. Вона працювала терапевтом-стоматологом. Коли Джерому був один рік, сім'я розпалася. Сьюзен разом з сином повернулася в Сент-Альберт і купила квартиру недалеко від будинку своїх батьків. Джером ріс з матір'ю, бабусею та дідом. За його словами, розлучення батьків не стало для нього трагедією. Вони зберегли хороші стосунки, і Джером часто бачився з батьком, так як він жив не дуже далеко.
У спорт Джерома привів дід. Уже в юному віці він відмінно проявив себе в двох видах спорту - бейсболі і хокеї. Навіть потрапив в юнацьку збірну Канади з бейсболу, але все ж зробив вибір на користь хокею. На його вибір багато в чому вплинула гра «Едмонтон Ойлерз», клубу з його рідного міста, який виграв чотири Кубка Стенлі і воротаря «Едмонтона» Гранта Фюра, який був кумиром Джерома. Наслідуючи його, Ігінла спочатку стояв на воротах, але незабаром був переведений на правий фланг нападу. У 15 років Джером добре показав себе в клубі АМХЛ «Сент-Альберт Рейдерс», набравши 87 очок за сезон. Паралельно з спортом, Джером займався музикою під керівництвом бабусі. Майбутній хокеїст грав на фортепіано і мав хороший голос, неодноразово виступаючи на дитячих музичних фестивалях.

## Ігрова кар'єра

### Юніорська кар'єра
Три роки Ігінла грав за клуб ЗХЛ «Камлупс Блейзерс». У сезоні 1993/94, він допоміг «Блейзерс» виграти Меморіальний кубок.
У сезоні ЗХЛ 1994/95 Джером забив 33 шайби і віддав 73 результативні передачі. Також вдало він зіграв в матчах Меморіального кубка, закинувши 5 шайб та допоміг «Камлупс Блейзерс» захистити свій титул. За підсумками матчів Ігінла отримав Трофей Джорджа Парсонса - нагороду за фейр-плей.
1995 рік став переломним в кар'єрі Ігінла. На драфті НХЛ 1995 року він був обраний клубом «Даллас Старс» в першому раунді. Але дебютувати в складі техаської команди йому так і не вдалося. Через 6 місяців після драфту він, разом з іншим гравцем «Старс» Корі Мілленом, був обміняний на знаменитого гравця «Калгарі» Джо Ньювендайка. Цей обмін викликав серед уболівальників «флеймс» чимало суперечок, так як Джо Ньювендайк був одним з лідерів «Калгарі».
У своєму останньому сезоні за «Камлупс Блейзерс» Ігінла став четвертим в лізі за кількістю очок, набравши 136 балів і показавши хороші бомбардирські якості, закинувши 63 шайби в 63 матчах. Підсумком вдалого клубного сезону став Трофей чотирьох гравців «Бронкос», нагорода найкращому гравцеві ЗХЛ. Відмінні результати допомогли Ігінлі потрапити на молодіжний чемпіонат світу 1996 в Бостоні в складі молодіжної збірної Канади. Ігінла провів цей чемпіонат на високому рівні, став найкращим на турнірі по голам і очками, потрапив в символічну збірну найкращих гравців чемпіонату і був визнаний найкращим нападником. Канадська збірна перемогла, а Джером отримав свою першу міжнародну нагороду золото чемпіонату світу.

### Калгарі Флеймс

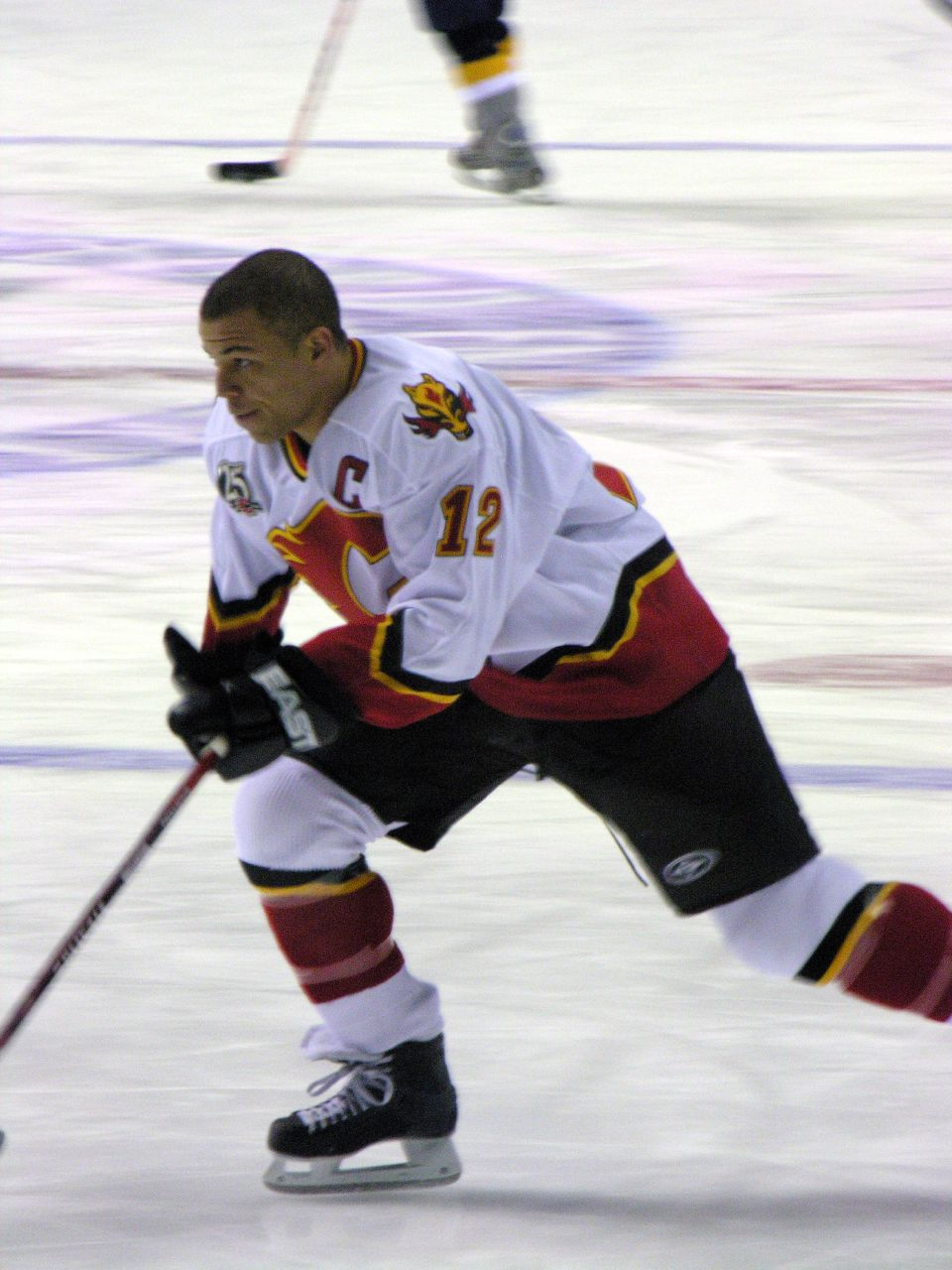
Ігінла під час розминки перед грою (березень 2006)

Дебют Ігінла в НХЛ припав на матчі плей-оф Кубка Стенлі, так як контракт з «Калгарі» він підписав після завершення сезону ЗХЛ. У плей-оф сезону 1995/96 Джером зіграв 2 матчі проти «Чикаго», ставши першим за більш ніж 20 років 18-річним хокеїстом, що зіграв за «Калгарі» (в 1983 році таким був Ден Квінн). У своїй дебютній грі Ігінла набрав своє перше очко в НХЛ, зробивши результативну передачу на Тео Флері, а в другому матчі відкрив рахунок своїм голам, але його вдалий дебют не зміг допомогти «Калгарі» пройти «Чикаго». Першим повним сезоном, проведеним Ігінла в НХЛ, став сезон 1996/97 років, за підсумками якого набрав 50 очок (найкращий результат серед новачків ліги), став другим в боротьбі за Пам'ятний трофей Колдера і потрапив до збірної кращих новачків НХЛ. Незважаючи на хорошу гру юного нападника, «Калгарі» мав серйозні труднощі. Вперше за кілька років команда не змогла вийти в плей-оф.
У сезоні 1997/98 від Джерома чекали багато чого, однак в січні він зламав руку і закінчив сезон лише з 13-ма голами. Багато хто, зокрема тренер «Калгарі» Браян Саттер, критикували гравця. Незважаючи на велику кількість критики на його адресу, Джером залишився в «Калгарі» і вже в наступному сезоні покращив свої показники, закинувши 28 шайб і віддавши 23 результативні передачі, ставши одним з найкращих в команді за набраними очками. У 1999 році закінчився його контракт з клубом, і гравець чекав серйозного збільшення зарплати, але переговори затягнулися. Джером пішов на деякі поступки, придбавши власну страховку і погодившись тренуватися разом з командою на передсезонних зборах. Незважаючи ні на що, до початку сезону 1999/00 контракт так і не був підписаний. Перші три матчі «Калгарі» зіграв без нього, програвши їх і забивши лише три шайби. Після цього керівництво «флеймс» погодилося на умови гравця, і Джером підписав трирічний контракт на суму $ 4,9 мільйона доларів, не враховуючи бонусів. Залишок сезону Ігінла провів добре, оновивши свої особисті рекорди результативності, забивши 29 шайб і віддавши 34 гольові передачі. Нові рекорди протрималися лише один сезон і були оновлені (31 гол і 40 гольових передач) вже в наступному, незважаючи на отриману в кінці сезону травму руки. Тоді ж Джером був призначений помічником капітана команди.
Після закінчення сезону, за рік до Олімпійських ігор, Ігінла був викликаний на передсезонні збори збірної Канади. Гравцеві подзвонив сам Вейн Грецкі, який в ті роки був виконавчим директором збірної. За словами Джерома, він сприйняв це як жарт його одноклубника Марка Савара, але наступний дзвінок Кевіну Лоу підтвердив, що він викликаний на збори замість травмованого Сімона Ганьє. Повернувшись з розташування збірної, Джером відмінно провів сезон 2001/02, який став одним з найкращих в його кар'єрі. Він забив 52 шайби і віддав 44 результативні передачі, що допомогло йому отримати Трофей Арта Росса, нагороду гравцеві за кількістю набраних очок. Також Ігінла отримав Трофей Моріса Рішара, Нагороду Теда Ліндсея і став другим в боротьбі за Пам'ятний трофей Гарта, поступившись тільки воротареві «Монреаля» Жозе Теодору та Трофею Кінга Кленсі. У тому ж році проходили Зимові Олімпійські ігри в Солт-Лейк-Сіті, де разом з збірною Канади став володарем золотої медалі. Цей сезон закріпив за Ігінлою статус суперзірки. Перед початком сезону 2002/03 Джером підписав новий дворічний контракт з клубом. За умовами угоди Ігінла отримав 13 мільйонів доларів за два роки. Сезон 2002/03 Джером провів гірше, ніж минулий, набравши 67 очок замість торішніх 96. На зниження результативності вплинула травма пальця, але, незважаючи на це, він четвертий сезон поспіль став найкращим в «Калгарі» за набраними очками.
На початку сезону 2003/04 Ігінла став новим капітаном «Калгарі». Він став 18-м капітаном в історії клубу. Джером — перший темношкірий капітан в історії НХЛ, хоча на це звання також претендує колишній капітан «Чикаго» Дірк Грем. Колишній капітан «Калгарі» Крейг Конрой вирішив відмовитися від цього звання на користь Ігінли самостійно, вважаючи, що саме Джером був лідером команди на той момент.
Вже як капітан, Ігінла (разом з Іллею Ковальчуком і Ріком Нешем) завоював свій другий Трофей Моріса Рішара, закинувши 41 шайбу. Великих успіхів досягла і його команда. Вперше за 15 років «Калгарі» вийшов у фінал Кубка Стенлі. У фіналі канадська команда в семи матчах програла переможцю Східної конференції «Тампі». Після вирішального матчу до засмученого Ігінли підійшов батько і сказав: «Я пишаюся тобою. Вся Канада пишається тобою». За підсумками сезону Джером також отримав Трофею Кінга Кленсі (нагороду лідеру на льоду і поза ним) за «участь у всіх благодійних програмах» Калгарі «і жертвування тисячі доларів з кожної закинутої шайби».
Під час локауту сезону 2004/05 Ігінла залишився в НХЛ, незважаючи на наявні пропозиції з російської Суперліги. Ігінла став одним з шести гравців, які увійшли до створеного відразу після локауту Змагальний комітет Національної Хокейної Ліги, який спеціалізувався на пошуку шляхів поліпшення гри.
У першому сезоні після локауту Ігінла закинув 35 шайб і віддав 32 гольові передачі. 7 грудня 2006 року в матчі проти «Міннесоти Вайлд» Джером забив 300-ту шайбу і набрав 600-е очко в кар'єрі. У 2007 році він повинен був зіграти в Матчі всіх зірок НХЛ, але не зміг брати участь в ньому через травму коліна. Також через травму Джером пропустив 11 матчів в сезоні 2006/07, що не завадило йому віддати 55 гольових передач, встановивши свій особистий рекорд.
У сезоні 2007/08 Ігінла вдруге в кар'єрі закинув 50 шайб за сезон, але навіть такий результат не дозволив йому виграти Трофей Моріса Рішара. Також в цьому сезоні він віддав 48 гольових передач, набравши, загалом 98 очок, встановивши особистий рекорд за кількістю очок, набраних за сезон. Ігінла був обраний в першу ланку Матчу всіх зірок, разом зі своїм одноклубником Діон Фанефом і був призначений капітаном збірної Західної конференції. 
У 2008 році Ігінла побив кілька клубних рекордів. 29 листопада він зіграв 804-й матч за «Калгарі», а 10 березня закинув 365-ту шайбу за клуб, побивши рекорд Тео Флері. Також уклав з «Калгарі» новий п'ятирічний контракт, за умовами якого він буде отримувати $ 7 мільйонів доларів за сезон..
У сезоні 2008/09 Ігінла набрав своє 800-е очко в НХЛ. Це сталося 19 грудня 2008 року в першому періоді матчу проти «Чикаго Блекгокс». Також Джером зіграв за збірну Західної конференції в Матчі всіх зірок 2009 зумівши забити шайбу. 1 березня Ігінла побив ще один клубний рекорд, що належить Флері - за набраними очками. Це сталося в матчі з «Тампою». Джером заробив 5 очок, але цього не вистачило для загального успіху в матчі - «Тампа» виграла 8:6. Сезон 2008/09 Джером закінчив, заробивши 89 очок (35 шайб і 54 гольові передачі), ставши 8-м в Лізі за цим показником. У матчах плей-оф з «Чикаго» Ігінла виступив посередньо, через що виникли чутки про те, що капітан «Калгарі» грав з травмою, але він заявив, що це неправдива інформація, і всі його думки зосереджені на підготовці до сезону 2009/10.
Сезон 2009/10 закінчився для «Калгарі» невдало - вперше з 2003 року команда не пробилася в плей-оф. Ігінла набрав 69 очок, чого, за його словами, було «недостатньо». Невдалий виступ і команди, і гравця знову дала привід для спекуляцій на тему обміну Джерома. Сам хокеїст заявив, що залишати Калгарі не хоче, але розгляне пропозиції, якщо цього побажає клуб. Проти обміну, однак, виступив колишній тренер «Флеймз» Крейг Баттон, а пізніше і керівництво команди заявило, що не збирається обмінювати гравця.
2010-й рік почався для хокеїста з подолання декількох важливих статистичних висот. 30 січня Ігінла набрав своє 900-е очко в кар'єрі, 6 днів потому зіграв 1000-й матч. Командні успіхи були значно гірше, «Флеймс» невдало виступали в сезоні 2010/11 і перебували внизу турнірної таблиці. Знову з'явилися чутки про можливий обмін Ігінла і знову вони були спростовані керівництвом клубу. Незабаром гра канадця покращилася, що допомогло йому отримати запрошення на Матч всіх зірок. Гравець, однак, відмовився від участі в ньому, заявивши, що хоче провести час зі своєю хворою бабусею.
1 квітня 2011 року Ігінла подолав гросмейстерську планку в 1000 очок в регулярних чемпіонатах НХЛ. 7 січня 2012 він забив 500-й гол, ставши 42-м хокеїстом, якому підкорилося це досягнення. Джером в черговий, сьомий, раз отримав запрошення на Матч усіх зірок, в якому набрав 3 результативних очка. Забивши свій 30-й гол у сезоні 2011/12 Ігінла став 7-м хокеїстом в історії, який зумів забивати 30 і більше голів в 11-і сезонах поспіль.

### Піттсбург та Бостон

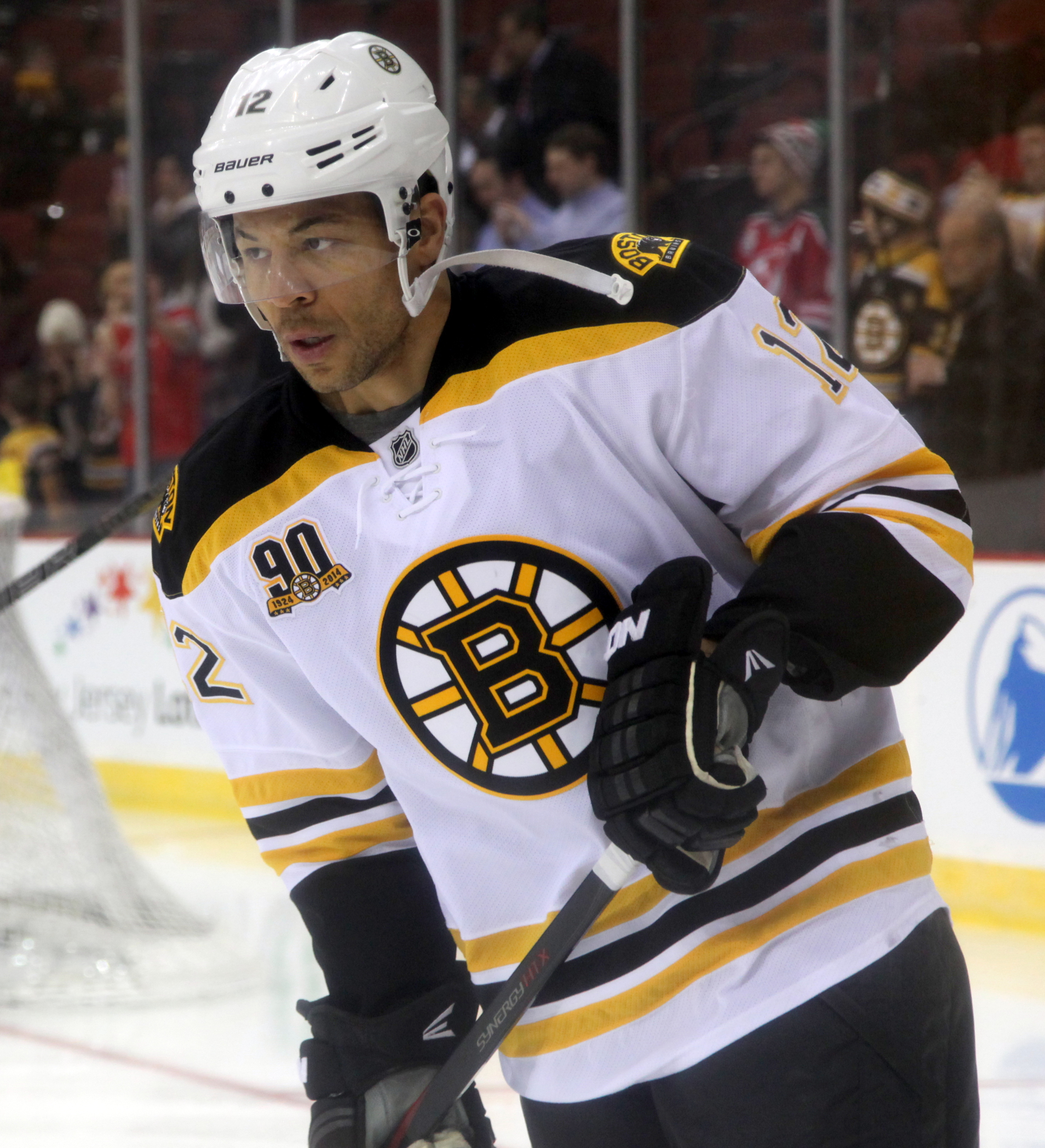
Ігінла в 2014 році в складі Бостон Брюїнс

За підсумками сезону 2011/12 «Калгарі» знову не потрапив до плей-оф, втретє поспіль. Клуб не задовольняв амбіцій гравця, так і не зумів виграти Кубок Стенлі, а керівництво «Флеймс» було не проти обміну, щоб отримати за Джерома хоч що-небудь - влітку у нього закінчувався контракт, він ставав необмежено вільним агентом і може покинути команду без будь-якої компенсації. Незадовго до дедлайну розмови про можливий відхід хокеїста з клубу поновилися. Джером, що мав пункт в контракті, згідно з яким «Калгарі» не міг обміняти хокеїста проти його волі, запропонував керівництву «Флеймс» список команд, в які він погодився б перейти. Туди увійшли «Чикаго Блекгокс», «Лос-Анджелес Кінгс», «Бостон Брюїнс» і «Піттсбург Пінгвінс».
Повідомлялося, що угода з «Бостоном» вже досягнуто. Але замість цього 28 березня 2013 року, після 17 років, проведених у складі «Калгарі Флеймс», Ігінла був обміняний в «Піттсбург Пінгвінс». Натомість за свого багаторічного капітана «Калгарі» отримав перший вибір на драфті НХЛ 2013, а також двох молодих гравців Кеннета Агостіно і Бена Хановскі. У «Піттсбурзі» Ігінла возз'єднався з кількома колишніми партнерами по Олімпійської збірної Канади 2010 року, перш за все Сідні Кросбі, з яким у Ванкувері він грав в одній ланці. Джером заявив, що перспектива грати в одній команді з Кросбі і Малкіним вплинула на його рішення. Перехід в сильніший клуб дозволив Ігінлі зіграти в фіналі Східної конференції, але не дивлячись на вражаючу лінію нападу «пінгвіни» були розгромлені «Бостоном» в чотирьох матчах, а після особливо болісної поразки з рахунком 1:6 Ігінла був переведений в третю ланку.
Після закінчення сезону Ігінла на правах вільного агента все ж перейшов в «Бостон», підписавши однорічну угоду на суму $6 мільйонів доларів. Хокеїстові знадобилось 9 матчів, щоб відкрити рахунок голам в новому клубі, що все одно не завадило йому зайняти місце в першій ланці нападу «Брюїнс». 10 грудня 2013 року Ігінла вперше повернувся в Калгарі, як гравець іншої команди. Вболівальники «Флеймс» вітали хокеїста стоячи овацією. За підсумками сезону Ігінла став найкращим снайпером команди і третім за результативністю. «Бостон» виграв регулярний чемпіонат, але поступився «Монреалю» у другому раунді плей-оф.

### Колорадо та Лос-Анджелес
На правах вільного агента Джером покинув «Бостон» та уклав трирічний контракт на суму $16 мільйонів доларів з клубом «Колорадо Аваланч». У середині лютого сезоні 2014/15 «Аваланч» посідав останнє місце в Центральному дивізіоні, хоча сам Ігінла був одним з найкращих бомбардирів команди. Проте «лавини» все одне не вийшли до плей-оф. 4 січня 2016 року, Джером став 19-м гравцем в історії НХЛ, який закинув 600-у шайбу в кар'єрі. Це сталось в переможному матчі (4-1) проти «Лос-Анджелес Кінгс». 10 грудня 2016 року, Ігінла провів 1500-у гру в НХЛ, ставши шістнадцятим гравцем, що досяг такого результату.
1 березня 2017 року, Ігінла був проданий до «Лос-Анджелес Кінгс». 

## Збірна
У складі юніорської збірної Канади брав участь в міжнародному турнірі Івана Глінки 1994 року, на йог рахунку 9 очок (5+4).
Був гравцем молодіжної збірної Канади, у складі якої брав участь у 6 іграх та став чемпіоном світу в 1996 році.
У складі національної збірної Канади чемпіон світу 1997, володар Кубка світу 2004 та двічі ставав Олімпійським чемпіоном в 2002 та 2010.

## Нагороди та досягнення
- Володар Меморіального кубка в складі «Камлупс Блейзерс» — 1994, 1995.
- Трофей чотирьох гравців «Бронкос» — 1996.
- Молодіжна команда всіх зірок НХЛ — 1997.
- Перша команда всіх зірок НХЛ — 2002, 2008, 2009.
- Трофей Моріса Рішара — 2002, 2004.
- Трофей Арта Росса — 2002.
- Нагорода Теда Ліндсея — 2002.
- Друга команда всіх зірок НХЛ — 2004.
- Трофей Кінга Кленсі — 2004.
- Учасник матчу усіх зірок НХЛ — 2002, 2003, 2004, 2008, 2009, 2012.

Джером входить до списків гравців, що закинули 500 шайб і більше та набрали понад 1000 очок в регулярному чемпіонаті.

## Статистика

### Клубні виступи
| Сезон        | Клуб                 | Ліга         | Регулярний сезон               | Регулярний сезон               | Регулярний сезон               | Регулярний сезон               | Регулярний сезон               | Плей-оф                        | Плей-оф                        | Плей-оф                        | Плей-оф                        | Плей-оф                        |                                |
| Сезон        | Клуб                 | Ліга         | І                              | Г                              | П                              | О                              | ШХ                             | І                              | Г                              | П                              | О                              | ШХ                             |                                |
| ------------ | -------------------- | ------------ | ------------------------------ | ------------------------------ | ------------------------------ | ------------------------------ | ------------------------------ | ------------------------------ | ------------------------------ | ------------------------------ | ------------------------------ | ------------------------------ | ------------------------------ |
| 1993–94      | «Камлупс Блейзерс»   | ЗХЛ          | 48                             | 6                              | 23                             | 29                             | 33                             | 19                             | 3                              | 6                              | 9                              | 10                             |                                |
| 1994–95      | «Камлупс Блейзерс»   | ЗХЛ          | 72                             | 33                             | 38                             | 71                             | 111                            | 21                             | 7                              | 11                             | 18                             | 34                             |                                |
| 1995–96      | «Камлупс Блейзерс»   | ЗХЛ          | 63                             | 63                             | 73                             | 136                            | 120                            | 16                             | 16                             | 13                             | 29                             | 44                             |                                |
| 1995–96      | «Калгарі Флеймс»     | НХЛ          | —                              | —                              | —                              | —                              | —                              | 2                              | 1                              | 1                              | 2                              | 0                              |                                |
| 1996–97      | «Калгарі Флеймс»     | НХЛ          | 82                             | 21                             | 29                             | 50                             | 37                             | —                              | —                              | —                              | —                              | —                              |                                |
| 1997–98      | «Калгарі Флеймс»     | НХЛ          | 70                             | 13                             | 19                             | 32                             | 29                             | —                              | —                              | —                              | —                              | —                              |                                |
| 1998–99      | «Калгарі Флеймс»     | НХЛ          | 82                             | 28                             | 23                             | 51                             | 58                             | —                              | —                              | —                              | —                              | —                              |                                |
| 1999–00      | «Калгарі Флеймс»     | НХЛ          | 77                             | 29                             | 34                             | 63                             | 26                             | —                              | —                              | —                              | —                              | —                              |                                |
| 2000–01      | «Калгарі Флеймс»     | НХЛ          | 77                             | 31                             | 40                             | 71                             | 62                             | —                              | —                              | —                              | —                              | —                              |                                |
| 2001–02      | «Калгарі Флеймс»     | НХЛ          | 82                             | 52                             | 44                             | 96                             | 77                             | —                              | —                              | —                              | —                              | —                              |                                |
| 2002–03      | «Калгарі Флеймс»     | НХЛ          | 75                             | 35                             | 32                             | 67                             | 49                             | —                              | —                              | —                              | —                              | —                              |                                |
| 2003–04      | «Калгарі Флеймс»     | НХЛ          | 81                             | 41                             | 32                             | 73                             | 84                             | 26                             | 13                             | 9                              | 22                             | 45                             |                                |
| 2004–05      | «Калгарі Флеймс»     | НХЛ          | сезон не відбувся через локаут | сезон не відбувся через локаут | сезон не відбувся через локаут | сезон не відбувся через локаут | сезон не відбувся через локаут | сезон не відбувся через локаут | сезон не відбувся через локаут | сезон не відбувся через локаут | сезон не відбувся через локаут | сезон не відбувся через локаут | сезон не відбувся через локаут |
| 2005–06      | «Калгарі Флеймс»     | НХЛ          | 82                             | 35                             | 32                             | 67                             | 86                             | 7                              | 5                              | 3                              | 8                              | 11                             |                                |
| 2006–07      | «Калгарі Флеймс»     | НХЛ          | 70                             | 39                             | 55                             | 94                             | 40                             | 6                              | 2                              | 2                              | 4                              | 12                             |                                |
| 2007–08      | «Калгарі Флеймс»     | НХЛ          | 82                             | 50                             | 48                             | 98                             | 83                             | 7                              | 4                              | 5                              | 9                              | 2                              |                                |
| 2008–09      | «Калгарі Флеймс»     | НХЛ          | 82                             | 35                             | 54                             | 89                             | 37                             | 6                              | 3                              | 1                              | 4                              | 0                              |                                |
| 2009–10      | «Калгарі Флеймс»     | НХЛ          | 82                             | 32                             | 37                             | 69                             | 56                             | —                              | —                              | —                              | —                              | —                              |                                |
| 2010–11      | «Калгарі Флеймс»     | НХЛ          | 82                             | 43                             | 43                             | 86                             | 40                             | —                              | —                              | —                              | —                              | —                              |                                |
| 2011–12      | «Калгарі Флеймс»     | НХЛ          | 82                             | 32                             | 35                             | 67                             | 43                             | —                              | —                              | —                              | —                              | —                              |                                |
| 2012–13      | «Калгарі Флеймс»     | НХЛ          | 31                             | 9                              | 13                             | 22                             | 22                             | —                              | —                              | —                              | —                              | —                              |                                |
| 2012–13      | «Піттсбург Пінгвінс» | НХЛ          | 13                             | 5                              | 6                              | 11                             | 9                              | 15                             | 4                              | 8                              | 12                             | 16                             |                                |
| 2013–14      | «Бостон Брюїнс»      | НХЛ          | 78                             | 30                             | 31                             | 61                             | 47                             | 12                             | 5                              | 2                              | 7                              | 12                             |                                |
| 2014–15      | «Колорадо Аваланч»   | НХЛ          | 82                             | 29                             | 30                             | 59                             | 42                             | —                              | —                              | —                              | —                              | —                              |                                |
| 2015–16      | «Колорадо Аваланч»   | НХЛ          | 82                             | 22                             | 25                             | 47                             | 41                             | —                              | —                              | —                              | —                              | —                              |                                |
| 2016–17      | «Колорадо Аваланч»   | НХЛ          | 61                             | 8                              | 10                             | 18                             | 54                             | —                              | —                              | —                              | —                              | —                              |                                |
| 2016–17      | «Лос-Анджелес Кінгс» | НХЛ          | 19                             | 6                              | 3                              | 9                              | 16                             | —                              | —                              | —                              | —                              | —                              |                                |
| Усього в НХЛ | Усього в НХЛ         | Усього в НХЛ | 1554                           | 625                            | 675                            | 1300                           | 1040                           | 81                             | 37                             | 31                             | 68                             | 98                             |                                |

### Збірна
| Рік                | Команда            | Турнір             | Місце              | І  | Г  | П | О  | ШХ |
| ------------------ | ------------------ | ------------------ | ------------------ | -- | -- | - | -- | -- |
| 1996               | Канада             | МЧС                | 1                  | 6  | 5  | 7 | 12 | 4  |
| 1997               | Канада             | ЧС                 | 1                  | 11 | 2  | 3 | 5  | 2  |
| 2002               | Канада             | ОІ                 | 1                  | 6  | 3  | 1 | 4  | 0  |
| 2004               | Канада             | КС                 | 1                  | 6  | 2  | 1 | 3  | 2  |
| 2006               | Канада             | ОІ                 | 7-е                | 6  | 2  | 1 | 3  | 4  |
| 2010               | Канада             | ОІ                 | 1                  | 7  | 5  | 2 | 7  | 0  |
| Молодіжна збірна   | Молодіжна збірна   | Молодіжна збірна   | Молодіжна збірна   | 6  | 5  | 7 | 12 | 4  |
| Національна збірна | Національна збірна | Національна збірна | Національна збірна | 36 | 14 | 8 | 22 | 8  |